# Melanotus woonhahi
Melanotus woonhahi là một loài bọ cánh cứng trong họ Elateridae. Loài này được Lee & Woo miêu tả khoa học năm 1999.